# 佟姓
佟姓，中国百家姓之一。据考证佟姓始于3,700年前的夏朝，夏朝末代君主夏桀时有一位太史名终古，传说即为佟姓的祖先。根据《路史》记载，夏朝太史令终古进谏于桀，桀反而很不耐烦，斥责终古多管闲事，终古就投奔了商汤。其子孙去丝为冬姓，且又加人旁为佟姓。后代称为佟氏。

## 漢族佟姓

### 郡望
遼東郡：①郡、國名。戰國燕置郡。洽所在襄平（今遼寧省遼陽市），轄境相當今遼寧省大凌河以東。西晉改為國。十六國後燕末地入高句麗。北燕又僑置遼東郡於今遼寧省西部。北齊廢。東漢安帝時分遼東、遼西兩郡地置遼東屬國都尉。治所在昌黎（今義縣）。轄境相當今遼寧省西部大凌河中下游一帶。三國魏改為昌黎郡。②都司名。明洪武四年（1371年）置定遼都衛，八年（1375年）改為遼東都司。治所在定遼中衛（今遼陽市）。轄區相當今遼寧省大部。自正統後因兀良哈諸族南移，漸失遼河套（今遼河中游兩岸地）；自天啟元年（1621年）至崇禎十五年（1642年）間，全境為後金（大清）所並。③軍鎮名。明代「九邊」之一。相當遼東都司的轄境。鎮守總兵官駐廣寧（今遼寧北鎮），隆慶元年（1567年）後冬季則移駐遼陽（今遼陽市）。明末廢。

### 佟姓名人
- 佟万：十六国北燕文人。生卒年及事迹俱不详。据《广韵·上平声·二冬》引《十六国春秋·北燕录》，有“辽东佟万，以文章知名”。据此其籍贯当为辽东（郡名，今辽宁省境）人。其作品已无存者。
- 佟世俊：北京市人，公共衛生專家，曾主張藉考試方能引起學生對其生理健康之注意。[1][2]

## 滿族佟姓
佟姓是满族的常用汉字姓氏之一，也是最早使用的汉字姓氏之一。清太祖努尔哈赤的家族曾以佟、童、董为汉字姓。另外，明铁岭女真秃鲁兀卫千户参哈、阿芦等，也曾以佟为姓。

### 源流
满族佟姓的主要来源为佟佳氏、伊尔根觉罗氏。除此之外还有佟启氏、栋阿氏、完颜氏、纳喇氏、瓜尔佳氏、赫舍里氏、嘉穆湖氏、李佳氏、那克塔氏、唐达氏、富察氏、富拉氏，董鄂氏、图色哩氏、图木尔齐氏、图们氏、萨克达氏、叶赫氏，加上滿化為满族的蒙古族达鲁特氏、布鲁特氏、托和尔秦氏，以及汉族和朝鲜族佟氏等。

## 外部連結
[在维基数据编辑]
 《百家姓》
 《欽定古今圖書集成·明倫彙編·氏族典·佟姓部》，出自陈梦雷《古今圖書集成》
- 滿族特色資源網. .   [2012-09-10]. （原始内容存档于2016-03-04）.